# Самохвалов, Николай Степанович
Николай Степанович Самохвалов (20 декабря 1918, с. Шакул (ныне Самохвалово), Симферопольский уезд, Таврическая губерния — 14 августа 1944) — старший лейтенант, заместитель командира эскадрильи 126-го истребительного авиационного полка 6-го истребительного авиационного корпуса Войск противовоздушной обороны, Герой Советского Союза (1943).

## Биография

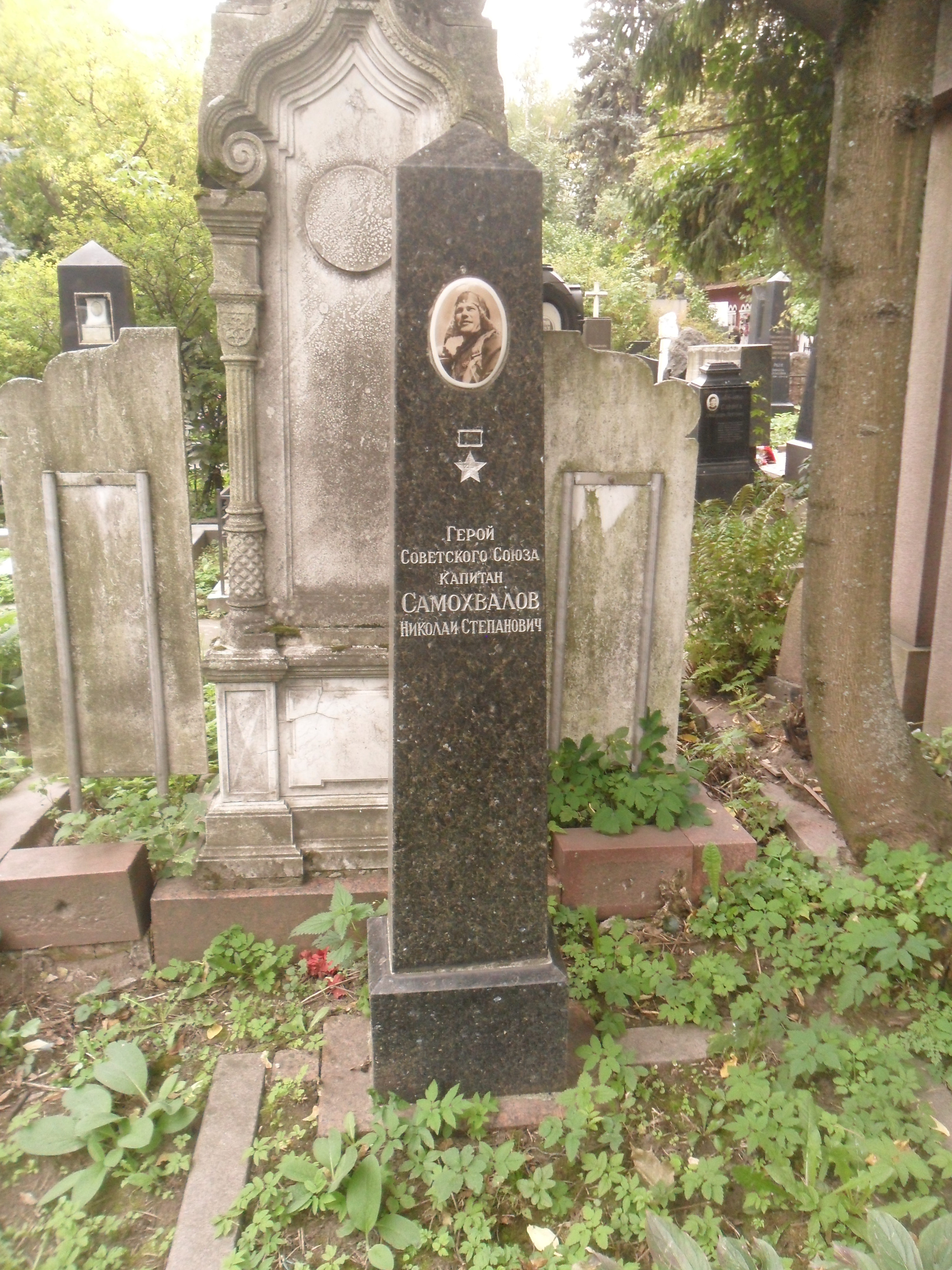
Могила Н. С. Самохвалова на Новодевичьем кладбище Москвы.

Родился в русской крестьянской семье. Окончил 6 классов и аэроклуб. Работал слесарем на мотороремонтном заводе в Симферополе.
В 1939 году призван в Красную Армию. В 1940 году окончил Качинское военное авиационное училище лётчиков.
С июня 1941 года — в боях Великой Отечественной войны. В 1942 году вступил в ВКП(б).
К февралю 1943 года в звании старшего лейтенанта состоял заместителем командира эскадрильи 126-го истребительного авиационного полка (6-й истребительный авиационный корпус); на его счету было 309 успешных боевых вылетов, 18 сбитых в воздушных боях самолётов противника (в том числе 9 — им лично).
27 февраля 1943 года в газете «Тревога» была опубликована заметка о том, что лётчики 6-го ИАК ПВО П. Н. Белясник и Н. С. Самохвалов внесли на постройку новых самолётов 45 тысяч рублей из своих личных сбережений.
Указом Президиума Верховного Совета СССР от 28 апреля 1943 года за образцовое выполнение боевых заданий командования на фронте борьбы с немецко-фашистским захватчиками и проявленные при этом мужество и героизм старшему лейтенанту Самохвалову Николаю Степановичу присвоено звание Героя Советского Союза с вручением ордена Ленина и медали «Золотая Звезда» (№ 935).
Погиб в авиационной катастрофе 14 августа 1944 года.
Похоронен в Москве на Новодевичьем кладбище (участок № 4, ряд 6, могила 16).

## Награды
- Медаль «Золотая Звезда» Героя Советского Союза (№ 935);
- орден Ленина;
- три ордена Красного Знамени.

## Память
- Герой Советского Союза Н. С. Самохвалов навечно зачислен в списки воинской части.
- Село Шакул Бахчисарайского района в 1948 году переименовано в село Самохвалово[4].
- В поселке Почтовое в Бахчисарайского района на территории памятника воинам-односельчанам, павшим в боях на разных фронтах ВОВ установлен бюст героя
- В Симферополе именем героя названа улица в микрорайоне Свобода Киевского района Симферополя[5].